# Río Kamo (Ehime)
El Kamo (加茂川 Kamo-gawa?) es un río de Japón que atraviesa la Ciudad de Saijo, en la prefectura de Ehime.

## Características
Nace en cercanías del monte Ishizuchi, el monte más alto de Japón Occidental (西日本 Nishi-Nihon?), recorre la Ciudad de Saijo para finalmente desembocar en el mar Interior de Seto. Sus aguas son la fuente del Uchinuki (agua que fluye de la roca), reconocida como una de las 100 fuentes de agua más preciadas de Japón.  
Es el río más importante de la Ciudad de Saijo, y tiene una extensión total de aproximadamente 28 km.
En sus aguas habitan peces que sólo viven en aguas límpidas y se desplazan en cardúmenes, entre las que se destacan las truchas y otros peces típicos de Japón. En sus cursos medio y superior, la gente disfruta de las actividades al aire libre, y en su curso inferior forma un estuario en el que se pueden encontrar aves migratorias.
Su principal afluente es el río Tani (谷川 Tani-gawa?) y en su curso se encuentra la Represa de Kurose (黒瀬ダム Kurose-damu?).